# MSV Brünn
MSV Brünn (celým názvem: Militärsportverein Brünn) byl německý vojenský fotbalový klub, který sídlil v Brně v Protektorátu Čechy a Morava. Klub patřil pod pozemní jednotky Wehrmacht.
Založen byl v roce 1942. Hned v úvodní sezóně zvítězila vojenská jedenáctka v Gaulize Sudetenland, čímž si zajistila účast v konečné fázi německého mistrovství. V prvním kole klub narazil na vítěze Gauligy Ostmark – First Vienna FC 1894, tomuto klubu podlehl na jejich domácí půdě poměrem 2:5. V rámci reorganizace německých vrcholových soutěží byl klub pro následující sezónu přeřazen do nově založené Gauligy Böhmen-Mähren. I v této soutěži vojenská jedenáctka dokázala zvítězit a i po druhé za sebou si tak zajistila místenku v konečné fázi mistrovství. Ovšem i tentokráte narazil klub v prvním kole na First Viennu, které v Brně podlehl poměrem 3:6. Zanikl v roce 1945 po postupném ústupu německých vojsk z území města.
Největším úspěchem klubu bylo jednorázové vítězství v Gaulize Sudetenland a Gaulize Böhmen-Mähren, jedné ze skupin tehdejší nejvyšší fotbalové soutěže na území Německa. Nejznámějším hráčem klubu byl Lukas Aurednik; mj. dvanáctinásobný reprezentant Rakouska, pětinásobný mistr Rakouska a mistr Francie z ročníku 1955/56.

## Získané trofeje
- Gauliga Sudetenland (1×)
  - 1942/43
- Gauliga Böhmen und Mähren (1×)
  - 1943/44

## Umístění v jednotlivých sezonách
Stručný přehled
Zdroj: 
- 1942–1943: Gauliga Sudetenland Ost
- 1943–1944: Gauliga Böhmen-Mähren/Mähren

Jednotlivé ročníky
Zdroj: 
Legenda: Z – zápasy, V – výhry, R – remízy, P – porážky, VG – vstřelené góly, OG – obdržené góly, +/− – rozdíl skóre, B – body, červené podbarvení – sestup, zelené podbarvení – postup, fialové podbarvení – reorganizace, změna skupiny či soutěže
| Velkoněmecká říše (1942–1944) |                              |        |    |   |   |   |    |    |     |    |        |
| Sezóny                        | Liga                         | Úroveň | Z  | V | R | P | VG | OG | +/− | B  | Pozice |
| 1942/43                       | Gauliga Sudetenland Ost      | 1      | 6  | 4 | 1 | 1 | 37 | 10 | +27 | 9  | 1.     |
| 1943/44                       | Gauliga Böhmen-Mähren/Mähren | 1      | 10 | … | … | … | 58 | 13 | +27 | 18 | 1.     |

Poznámky
- 1942/43: Ve finálové skupině klub obsadil vítězné první místo.
- 1943/44: Druhé místo obsadil klub MSV Kremsier a třetí MSV Olmütz.
- 1943/44: MSV (vítěz sk. Mähren) ve finále zvítězil nad LSV Prag-Gbell (vítěz sk. Böhmen) celkovým poměrem 6:1 (1. zápas – 2:0, 2. zápas – 4:1).